# Elecciones legislativas de Argentina de 1870
Las elecciones legislativas de Argentina de 1870 se realizaron el 1 de enero del mencionado año para renovar la mitad de la Cámara de Diputados, cámara baja del Congreso de la Nación Argentina. Corrientes tuvo elecciones desfasadas el 3 de abril. En Entre Ríos la elección de un diputado se realizó en 1872.

## Bancas a elegir
| Provincia           | Bancas | A elegir |
| ------------------- | ------ | -------- |
| Buenos Aires        | 12     | 7        |
| Catamarca           | 3      | 2        |
| Córdoba             | 6      | 2        |
| Corrientes          | 4      | 2        |
| Entre Ríos          | 2      | —        |
| Jujuy               | 2      | 1        |
| La Rioja            | 2      | 2        |
| Mendoza             | 3      | 2        |
| Salta               | 3      | 1        |
| San Juan            | 2      | 1        |
| San Luis            | 2      | —        |
| Santa Fe            | 2      | 2        |
| Santiago del Estero | 4      | 2        |
| Tucumán             | 3      | 2        |
| Total               | 50     | 26       |

## Resultados por provincia
| Provincia           | Candidato                | Votos     |
| ------------------- | ------------------------ | --------- |
| Buenos Aires        | Juan Segundo Fernández   | 7.972     |
| Buenos Aires        | Octavio Garrigós         | 7.672     |
| Buenos Aires        | Eduardo Costa            | 6.352     |
| Buenos Aires        | Guillermo Rawson         | 5.186     |
| Buenos Aires        | José A. Оcantos          | 4.192     |
| Buenos Aires        | José María Gutiérrez     | 4.057     |
| Buenos Aires        | Mariano Acosta           | 4.056     |
| Buenos Aires        | Norberto de la Riestra   | 3.632     |
| Buenos Aires        | José María Cantilo       | 3.107     |
| Buenos Aires        | Carlos Tejedor           | 3.029     |
| Buenos Aires        | Francisco López Torres   | 2.343     |
| Buenos Aires        | Emilio Agrelo            | 1.632     |
| Buenos Aires        | Vicente Gregorio Quesada | 1.057     |
| Buenos Aires        | Ventura Martínez         | 938       |
| Buenos Aires        | Antonio Malaver          | 912       |
| Buenos Aires        | Bernardo de Irigoyen     | 761       |
| Buenos Aires        | Delfín B. Huergo         | 731       |
| Buenos Aires        | José María Moreno        | 640       |
| Buenos Aires        | Carlos L. Paz            | 500       |
| Buenos Aires        | Jorge Echeverría         | 382       |
| Buenos Aires        | Francisco Balbín         | 302       |
| Buenos Aires        | Manuel María Escalada    | 297       |
| Buenos Aires        | José Clemente Paz        | 255       |
| Buenos Aires        | Rufino de Elizalde       | 63        |
| Buenos Aires        | Mariano Billinghurst     | 23        |
| Buenos Aires        | Melchor G. Rom           | 23        |
| Buenos Aires        | Juan A. Lezica           | 14        |
| Buenos Aires        | Marcelino Ugarte         | 14        |
| Buenos Aires        | José Roque Pérez         | 11        |
| Buenos Aires        | Eduardo Olivera          | 8         |
| Buenos Aires        | Mariano Saavedra         | 5         |
| Buenos Aires        | Vicente Fidel López      | 4         |
| Buenos Aires        | Rufino Varela            | 4         |
| Buenos Aires        | Daniel María Cazón       | 3         |
| Buenos Aires        | Dardo Rocha              | 3         |
| Buenos Aires        | Manuel Obarrio           | 3         |
| Buenos Aires        | Leandro N. Alem          | 2         |
| Buenos Aires        | Pedro Goyena             | 2         |
| Buenos Aires        | Manuel Argerich          | 2         |
| Buenos Aires        | Benito Nazar             | 1         |
| Buenos Aires        | Martín Campos            | 1         |
| Catamarca           | Fidel M. Castro          | Sin datos |
| Catamarca           | Gil Navarro              | Sin datos |
| Córdoba             | Aureliano Cuenca         | Sin datos |
| Córdoba             | Cleto del Campillo       | Sin datos |
| Corrientes          | José Luis Cabral         | 1.670     |
| Corrientes          | José Miguel Guastavino   | 1.380     |
| Corrientes          | Juan Lagraña             | 973       |
| Corrientes          | Lisandro Segovia         | 272       |
| Corrientes          | Rafael Ezquivel          | 1         |
| Corrientes          | Simón Rodríguez          | 1         |
| Corrientes          | Antonio Molina           | 1         |
| Corrientes          | Eugenio Ramírez          | 1         |
| Jujuy               | Delfín Sánchez           | Sin datos |
| La Rioja            | Félix Luna               | 932       |
| La Rioja            | Serafín de la Vega       | 873       |
| La Rioja            | Arsenio Granillo         | 586       |
| La Rioja            | Nicolás Barros           | 487       |
| La Rioja            | Manuel de la Vega        | 32        |
| La Rioja            | Pedro Bazán              | 1         |
| La Rioja            | José Vicente de la Vega  | 1         |
| La Rioja            | Hermenegildo Jaramillo   | 1         |
| La Rioja            | Natal Luna               | 1         |
| Mendoza             | Francisco Civit          | Sin datos |
| Mendoza             | Deoclecio García         | Sin datos |
| Salta               | Delfín Leguizamón        | Sin datos |
| San Juan            | Santiago Cortínez        | Sin datos |
| Santa Fe            | Melquíades Salvá         | Sin datos |
| Santa Fe            | Vacante                  | Sin datos |
| Santiago del Estero | Octavio Gondra           | Sin datos |
| Santiago del Estero | Nicanor Giménez          | Sin datos |
| Tucumán             | Marco Aurelio Avellaneda | Sin datos |
| Tucumán             | Fernando Zavalía         | Sin datos |

1. ↑  Renunció el 14 de mayo de 1873, no fue reemplazado.
2. ↑  Electo para completar el mandato de Manuel Argerich (1868-1872).
3. ↑  Renunció el 30 de septiembre de 1871. Las vacantes por su renuncia y la renuncia de Gil Navarro son completadas por Lisandro Olmos y Manuel Fortunato Rodríguez en 1872.
4. ↑  Diploma no aceptado por la Cámara de Diputados. Las vacantes por su renuncia y la renuncia de Fidel M. Castro son completadas por Lisandro Olmos y Manuel Fortunato Rodríguez en 1872.
5. ↑  Electo para el mandato de 1868-1872, luego de la anulación de la elección general de 1868.
6. ↑  Renunció el 21 de julio de 1871, lo reemplaza Ramón Zuviría en 1872.
7. ↑  Renunció el 6 de mayo de 1872, lo reemplaza José Manuel Moreno el 7 de abril de 1872.
8. ↑  Vacante completada en una elección especial el 7 de julio de 1871.
9. ↑  Renunció el 1 de septiembre de 1871, lo reemplaza Amancio González Durand en 1872.
10. ↑  Renunció el 19 de septiembre de 1873, no fue reemplazado.

## Elecciones parciales
| Provincia | Fecha              | Electo        | Mandato   | Reemplaza a            |
| --------- | ------------------ | ------------- | --------- | ---------------------- |
| Santa Fe  | 7 de julio de 1871 | Pascual Rosas | 1870-1874 | Ninguno, banca vacante |